# 수하나 타파
수하나 타파(네팔어: सुहना थापा, 1996년 5월 8일 ~ )는 네팔의 배우, 영화 프로듀서이다. 영화 프로듀서 수닐 쿠마르 타파와 배우 겸 영화 감독 자라나 타파의 딸이다.